# Żdżary (wieś w województwie lubelskim)
Żdżary – wieś w Polsce położona w województwie lubelskim, w powiecie łukowskim, w gminie Łuków.
Wieś królewska w starostwie łukowskim w ziemi łukowskiej województwa lubelskiego w 1786 roku. W latach 1975–1998 miejscowość należała administracyjnie do województwa siedleckiego.
Wieś stanowi sołectwo w gminie Łuków. Według danych z 30 czerwca 2013 roku wieś liczyła 443 mieszkańców.
Wierni Kościoła Rzymskokatolickiego należą do parafii Matki Bożej Królowej Polski w Dąbiu.